# Vicia esdraelonensis
Vicia esdraelonensis là một loài thực vật có hoa trong họ Đậu. Loài này được Warb. & Eig miêu tả khoa học đầu tiên.